# Нечестивий союз (геополітика)
Нечестивий союз — це неприродний, незвичайний або небажаний альянс, інколи між антагоністичними сторонами. Термін використовувався у 1855 році для Західноєвропейських союзів з Османською імперією проти інтересів Росії, Греції та Балкан.

## Вжиток
В 1912 році американський політик Теодор Рузвельт вів кампанію проти «невидимого уряду», «нечестивого союзу між корумпованим бізнесом та корумпованими політиками».
В контексті Другої світової війни вислів використовується для характеристики Пакту Молотова — Ріббентропа.
Республіка Біафра, що проіснувала нетривалий час, посилалася на союз Ніґерії та Британії з СРСР як нечестивий.
Вислів часто використовується африканськими націоналістами для опису переважно білих урядів Південної Африки 1961-1980 рр., Родезії та португальських колоній.В резолюції ООН 3151 G (XXVIII) від 14 грудня 1973 року Генеральна Асамблея ООН засудила нечестивий союз між режимом південноафриканського апартеїду та сіонізмом.